# John Carroll (aktor)
John Carroll (ur. 17 lipca 1906, zm. 24 kwietnia 1979) – amerykański aktor filmowy.

## Filmografia
- 1939: Tylko aniołowie mają skrzydła
- 1940: Bracia Marx na Dzikim Zachodzie
- 1941: Sunny
- 1942: Rio Rita
- 1942: Latające Tygrysy